# Castandet

Castandet este o comună în departamentul Landes din sud-vestul Franței. În 2009 avea o populație de 402 de locuitori.

## Evoluția populației
| An        | 1975 | 1982 | 1990 | 1999 | 2006 | 2009 |
| --------- | ---- | ---- | ---- | ---- | ---- | ---- |
| Populație | 397  | 384  | 375  | 413  | 407  | 402  |